# Полимермрамор
Полимермрамор, известен и като лят мрамор, полиестерен мрамор, представлява смес от полиестерна или акрилна смола и различни минерални пълнители - креда, кварцов пясък, мраморно брашно, пигменти и др. Сместа се отлива в калъпи (матрици) в различни форми.
При някои тип изделия преди отливане калъпите се покриват със слой гел /гелкоат/, за да предпазва изделието от външни влияния и придаване на по-добър външен вид. В зависимост от типа на използваните смоли и пълнители могат да се постигнат различни имитации на оникс, гранит и др.
Като правило качеството на изделията зависи от типа гел използван в калъпа и вида на смолата. Едни същи на вид изделия могат да имат различна трайност и устойчивост, която се разбира в процеса на използването им.